# Шпагино-1
Шпагино-1 — деревня в Бирилюсском районе Красноярского края России. Входит в состав Маталасского сельсовета. Находится на правом берегу реки Кемчуг, примерно в 27 км к северо-северо-западу (NNE) от районного центра, села Новобирилюссы.

## Население
| 2010 |
| ---- |
| 5    |

Гендерный состав
По данным Всероссийской переписи населения 2010 года 4 мужчины и 1 женщина из 5 чел.

## Улицы
Уличная сеть деревни состоит из одной улицы (ул. Береговая).